# میوه (رومانی)
شهر میوه (به رومانیایی: Mioveni) در شهرستان ارجش در کشور رومانی واقع شده‌است. جمعیت این شهر ۳۵٬۸۴۹ نفر  است.